# Alfa Romeo 890T
Der Alfa Romeo 890T (1988: Osella 890T) war ein Rennsportmotor mit Turboaufladung, der von 1983 bis 1988 in der Formel-1-Weltmeisterschaft von Alfa Romeos Werksteam sowie von Osella eingesetzt wurde. Die Bezeichnung „890T“ folgte der seit den 1960er-Jahren bei Alfa Romeo üblichen Nomenklatur und gibt drei der zentralen Konstruktionsmerkmale des Motors wieder: Die Zylinderzahl (8), den Bankwinkel (90 Grad) und die Turboaufladung (T). Der 890T war der einzige Formel-1-Motor der Turbo-Ära, der acht Zylinder hatte. Er galt als schwer, komplex und verbrauchsintensiv. Von 1983 bis 1984 erreichten Alfa und Osella mit dem 890T insgesamt 33 Weltmeisterschaftspunkte; in den übrigen Jahren blieb das Triebwerk erfolglos.

## Entstehungsgeschichte
Der italienische Staatskonzern Alfa Romeo war seit 1971 als Motorenlieferant in der Formel 1 engagiert. 1971 und 1972 belieferte Alfa Romeo die Werksteams von McLaren und March mit 3,0 Liter großen Achtzylindermotoren, die von Sportwagentriebwerken abgeleitet waren. Sie wurden nur zu einzelnen Rennen eingesetzt. Ab 1976 konstruierte Alfa Romeos Motorsportabteilung Autodelta Saugmotoren mit einem Bankwinkel von 180 Grad („Boxermotoren“) bzw. 60 Grad, die zunächst von Brabham und ab 1979 auch von dem eigenen Werksteam in der Formel 1 eingesetzt wurden.
1977 erschienen bei Renault erstmals Motoren mit Turboaufladung in der Formel 1. Nach anfänglichen Zuverlässigkeitsproblemen zeichnete sich 1979 die Überlegenheit aufgeladener Motoren gegenüber herkömmlichen Saugmotoren ab. In Hinblick darauf begann BMW bereits 1978 und Ferrari ein Jahr später mit der Entwicklung eigener Turbomotoren; Porsche und Honda zogen 1980 bzw. 1981 nach.
Ende 1979 entschloss sich Alfa Romeo dazu, ebenfalls einen Turbomotor für die Formel 1 zu konstruieren. Die Entwicklung erfolgte wiederum bei Autodelta in Mailand; ausführende Konstrukteure waren der Autodelta-Chef Carlo Chiti und drei seiner Mitarbeiter. Nach achtmonatiger Entwicklungszeit stellte Autodelta den Prototyp des Turbomotors beim Großen Preis von Italien öffentlich vor. Die Präsentation fiel zusammen mit dem ersten Trainingseinsatz von Ferraris erstem Turbofahrzeug 126C.
Schon wenige Monate nach dem Debüt des 890T begann Alfa Romeo mit der Entwicklung eines komplett neuen Turbomotors mit vier Zylindern. Die Entscheidung wurde vom Erfolg des entsprechend ausgelegten M12/13 von BMW beeinflusst, in geringerem Maße auch von dem ebenfalls als Vierzylinder konzipierten 415T von Hart. Der Motor erhielt die Bezeichnung Alfa Romeo 415T. Die ersten Entwicklungsansätze gingen noch auf Carlo Chiti zurück; ab 1985 verantwortete Gianni Tonti die Konstruktion. Alfa Romeo verpflichtete sich, den 415T ab 1987 an Ligier zu liefern, löste den Vertrag aber wenige Wochen vor dem ersten Rennen wieder auf. Der 415T kam letztlich nie zu einem Renneinsatz.

## Technik und Entwicklungsschritte

### Basisversion
Während BMW und Renault bei ihren Turbomotoren auf bereits vorhandene Motorkonzepte zurückgriffen, war der Alfa Romeo 890T vollständig neu konstruiert. Carlo Chiti entschied sich bei der Konzeption des Alfa-Turbomotors anders als alle anderen Konstrukteure für ein Achtzylinderkonzept. Er versprach sich davon ein „ausgewogenes Verhältnis von Leistungsvermögen und Komplexität“. Der Bankwinkel betrug 90 Grad. Jede Zylinderreihe wies zwei obenliegende Nockenwellen auf, die von einem Zahnriemen angetrieben wurden. Pro Zylinder hatte Chiti vier Ventile und eine Zündkerze vorgesehen.
Die Aufladung erfolgte über zwei Turbolader. Die ersten Prototypen waren mit Ladern von KKK ausgerüstet. Aus „politischen Gründen“ erhielten die ab 1981 bei Testfahrten eingesetzten Vorserienmotoren, sowie die späteren Serientriebwerke allerdings Lader von Avio, einem Tochterunternehmen Alfa Romeos. Die Avio-Lader erwiesen sich in den folgenden Jahren als anfällig.
Die Gemischaufbereitung erfolgte bei den Prototypen über acht Vergaser, wobei jeder Vergaser einen Zylinder versorgte. Derart ausgestattete Motoren wurden bis in den Sommer 1981 hinein bei Testfahrten verwendet. Ab Frühjahr 1982 stand eine mechanische Benzineinspritzung von Spica bereit, die bis zum Ende der Saison 1984 weitgehend unverändert eingesetzt wurde. Ohne elektronische Unterstützung ließ sich die Gemischaufbereitung nur unzureichend kontrollieren. Der Mangel an effektiver Steuerung des Gemischs führte in den Jahren 1982 bis 1984 zu einer hohen Zahl von Turbo- und Motorschäden.

### Entwicklungsschritte
Der 890T erfuhr im Vergleich zu anderen Turbomotoren in den 1980er-Jahren nur wenig Weiterentwicklung. Chiti erkannte, dass der 890T einige Probleme mit sich brachte. Ab 1983 konzentrierte er sich daher auf die Entwicklung eines völlig neuen Vierzylinder-Turbomotors mit der Bezeichnung 415T, der den 890T in der Saison 1985 ablösen sollte. Nachdem 1983 noch die Zylinderköpfe erneuert worden waren, beschränkten sich die Modifikationen am 890T daher in der Folgezeit auf Änderungen im Motorenumfeld.
Anlass zu Änderungen gab es in erster Linie im Hinblick auf die Standfestigkeit sowie auf den Benzinverbrauch. Während es 1983 noch keine Beschränkungen der verwendeten Benzinmenge gab, sah das Reglement ab 1984 einen Maximalverbrauch von 220 Litern pro Rennen vor. Um diesen Wert einzuhalten, musste Alfa Romeo im Laufe der Saison den Ladedruck begrenzen. Bei einigen Rennen fuhren die Alfas mit einem Ladedruck von lediglich 2,2 bar. Damit erreichten sie eine Leistung von weniger als 600 PS (441 kW), sodass sie nur unwesentlich stärker waren als ein Cosworth-DFV-Saugmotor.
Weitreichende Eingriffe erfolgten zu Beginn der Saison 1985. Gianni Tonti, seit September 1984 Chitis Nachfolger bei Autodelta, ersetzte die anfälligen Avio-Turbolader durch Einheiten von KKK, die bereits 1981 an den ersten Prototypen verwendet worden waren. Zum ersten Saisonrennen 1985 wurde auch die Gemischaufbereitung überarbeitet. Zunächst wurde die mechanische Spica-Einspritzung durch ein elektronisches Kontrollsystem von Jofa ergänzt, das die verwendete Benzinmenge analog steuerte und eine Senkung des Verbrauchs um 8 bis 10 Prozent bewirkte. Zwei Rennen später, zum Großen Preis von San Marino, erhielten die 890T-Motoren des Alfa-Werksteams eine elektronische Benzineinspritzung von Bosch, die konzeptionell dem von BMW verwendeten System entsprach, im Vergleich dazu aber zwei Generationen älter war. Aufgrund dieser Änderungen konnte der Motor nach Werksangaben im Qualifikationstrimm mit 3,8 und im Rennbetrieb mit 3,0 bar gefahren werden. Nach Einschätzung von Eddie Cheever reduzierten diese Entwicklungen den Benzinverbrauch 1985 gegenüber dem Vorjahr um 20 Prozent; zugleich stieg die Leistung im Renntrimm um 130 PS (96 kW).
Die einzelnen Entwicklungsschritte wurden mit einer Verzögerung von mehreren Monaten, teilweise auch Jahren an das Kundenteam Osella weitergereicht.

## Technische Daten
| Motortyp             | Achtzylinder V-Motor (Viertakt), Leichtmetall                               |               |               |
| Hubraum:             | 1496,7 cm³                                                                  |               |               |
| Bohrung × Hub:       | 74,5 × 43,5 mm                                                              |               |               |
| Verdichtung:         | 7,0 : 1                                                                     |               |               |
| Gemischaufbereitung: | Mechanische Benzineinspritzung Spica Elektronische Benzineinspritzung Bosch |               |               |
| Ventilsteuerung:     | vier obenliegende Nockenwellen                                              |               |               |
| Kühlung:             | Wasserkühlung                                                               | Wasserkühlung | Wasserkühlung |
| Gewicht:             | 180 kg                                                                      |               |               |
| Renneinsätze         | 1983–1988                                                                   |               |               |

## Renneinsätze

### Alfa Romeo Werksteam

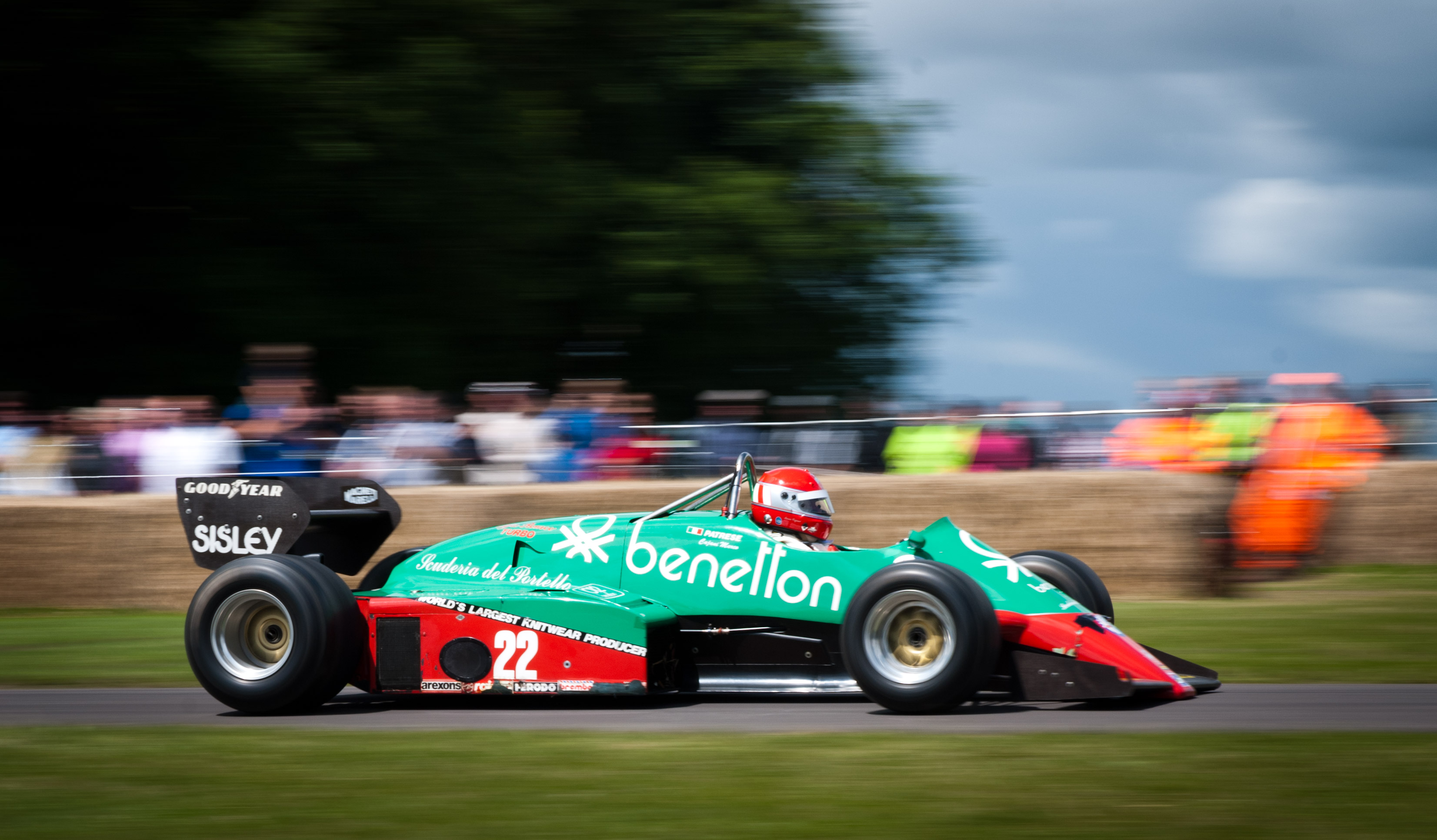
Alfa Romeo 183T in der nachträglich angebrachten Lackierung des Jahres 1984

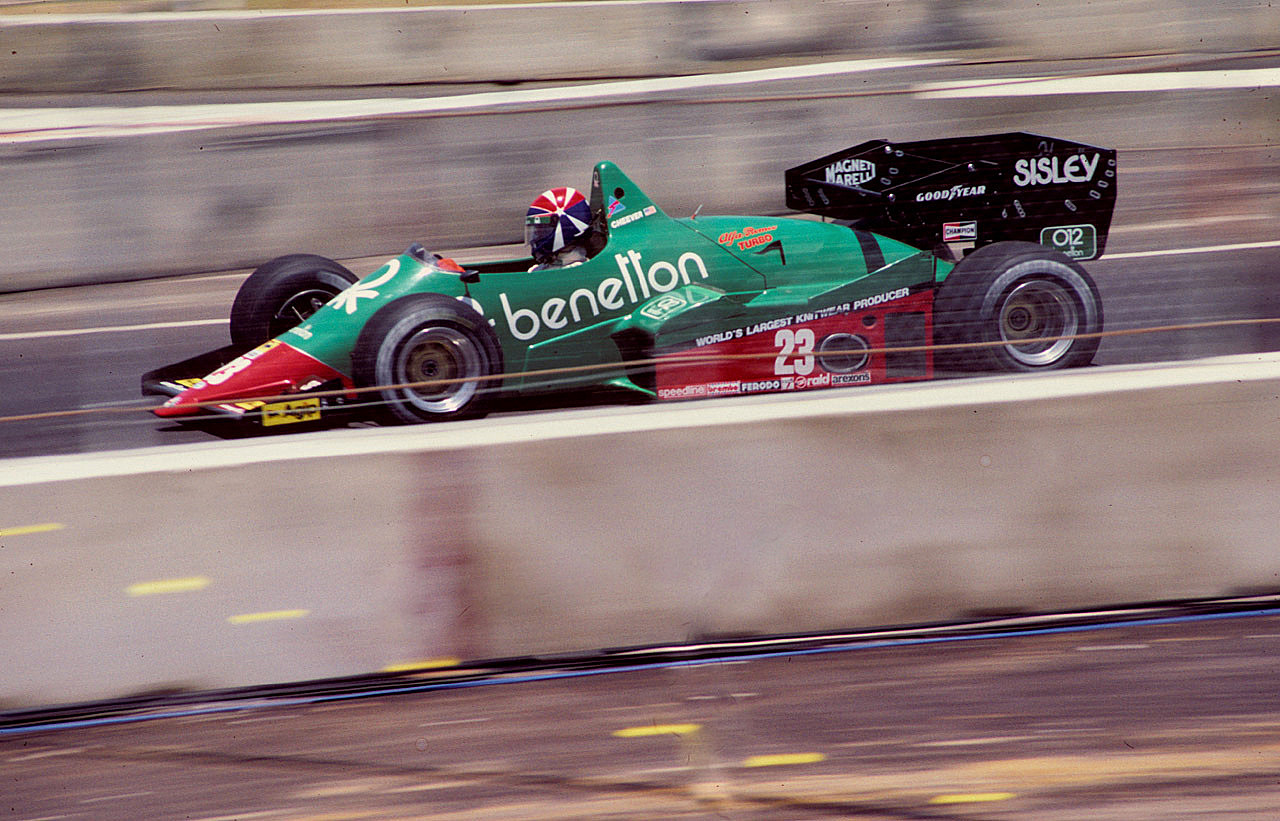
Alfa Romeo 184T (1984)

Der 890T war zunächst für den Einsatz in Alfa Romeos Werksteam bestimmt, das von 1979 bis 1982 von Autodelta und in den drei darauf folgenden Jahren von Euroracing organisiert wurde.
Autodelta begann im Frühjahr 1982 Testfahrten mit dem 890T durchzuführen. Als Testträger diente ein älterer Alfa Romeo 179, der im Heckbereich überarbeitet worden war. Zum Großen Preis von Italien 1982, dem vorletzten Weltmeisterschaftslauf des Jahres, erschien der 890T erstmals in einem Alfa Romeo 182, der für die Aufnahme des Turbomotors modifiziert worden war. Andrea de Cesaris legte mit dem als 182T gemeldeten Fahrzeug einige Runden im freien Training zurück; im Zeittraining und im Rennen verwendete er aber ebenso wie sein Teamkollege Bruno Giacomelli den mit dem Saugmotor ausgerüsteten 182.
1983 wurde der 890T bei allen Rennen des Jahres gemeldet und an den Start gebracht. Einsatzfahrzeug war der Alfa Romeo 183T, der technisch weitgehend dem in Monza 1982 gezeigten 182T entsprach. 1983 war die erfolgreichste Saison des Alfa-Turbomotors. Zwar fielen die Alfa-Fahrer de Cesaris und Baldi in zwei Dritteln aller Rennen aus; andererseits erreichte de Cesaris zwei zweite Plätze und einen vierten Platz, und auch Baldi kam zweimal in den Punkterängen ins Ziel. Die guten Leistungen des Teams, vor allem aber die Podiumsplatzierungen de Cesaris', wurden allerdings durch einen hohen Benzinverbrauch erkauft. Schätzungen gehen davon aus, dass de Cesaris auf dem Hockenheimring, wo er als Zweiter ins Ziel kam, über 300 Liter Benzin verbrauchte. Insgesamt wurde Alfa Romeos Werksteam mit 18 Punkten Sechster der Konstrukteursmeisterschaft.
1984 stand unter dem Zeichen der Beschränkung des Benzinverbrauchs auf 220 Liter pro Rennen. Die dadurch erforderliche Ladedruckreduzierung beschränkte die Leistung der Motoren, die die aerodynamischen Nachteile des Alfa Romeo 184T nicht ausgleichen konnten. Hinzu kam die Defektanfälligkeit der Turbolader. Insgesamt fielen Eddie Cheever und Riccardo Patrese bei 16 Rennen jeweils zehnmal aus. Bestes Ergebnis war der dritte Platz Patreses beim Großen Preis von Italien, Tiefpunkt die Nichtqualifikation Cheevers beim Großen Preis von Monaco. Mit elf Punkten beendete Alfa Romeo die Saison als Achter der Konstrukteurswertung.
Da sich die Fertigstellung des Vierzylinder-Turbomotors vom Typ 415 aus finanziellen Gründen verzögerte, trat das von Euroracing geführte Alfa-Werksteam 1985 erneut mit dem 890T-Motor an. Obwohl das Triebwerk zu Saisonbeginn eine elektronisch gesteuerte Gemischaufbereitung und neue Turbolader erhalten hatte steigerte sich die Konkurrenzfähigkeit des Teams nicht. Das wurde in der Berichterstattung zumeist auf die Schwerfälligkeit des von John Gentry konzipierten Alfa Romeo 185T zurückgeführt, der gelegentlich als „unfahrbar“ bzw. als „rollendes Hindernis“ bezeichnet wurde. Bis zur Mitte der Saison 1985 kamen Patrese und Cheever jeweils nur dreimal ins Ziel; dabei lagen sie stets weit außerhalb der Punkteränge. In der zweiten Saisonhälfte gab das Team den 185T auf und meldete erneut das Vorjahresmodell. Mit ihm erreichte jeder Fahrer bei acht bzw. neun Einsätzen nur einmal das Ziel. Am Ende der Saison 1985 stellte Alfa Romeo das werksseitige Formel-1-Engagement ein.

### Osella Squadra Corse

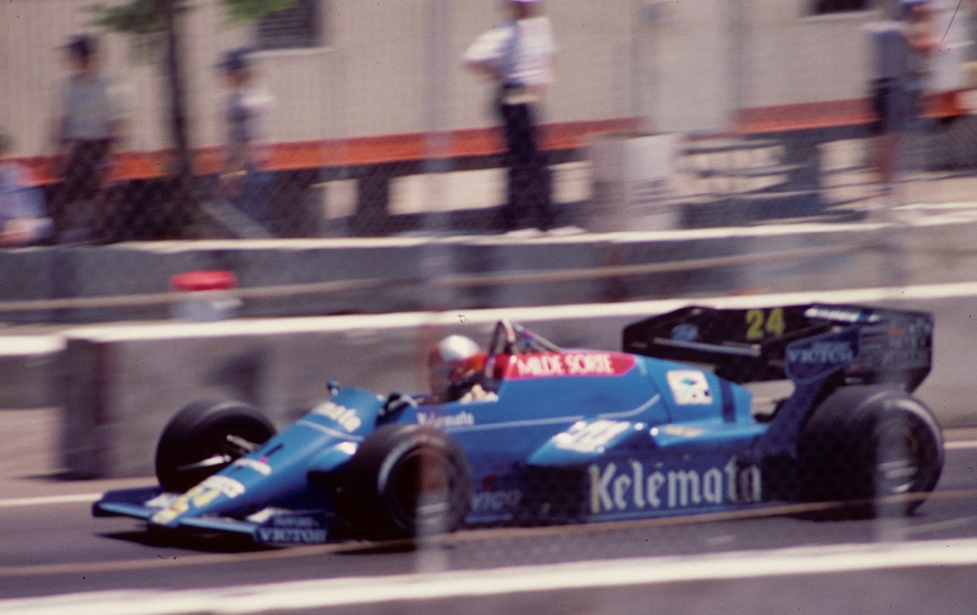
Vom Alfa Romeo 183T abgeleitet: Osella FA1/F (1984)

Das in erster Linie bei Sportwagen- und Prototypenrennen engagierte Turiner Team Osella Corse nahm ab 1980 werksseitig auch an der Formel-1-Weltmeisterschaft teil. Osella gehörte in den frühen 1980er-Jahren zu den Teams mit der schwächsten finanziellen Ausstattung und setzte technisch einfache und vielfach reparierte Rennwagen ein. Gustav Brunner bezeichnete Osellas Autos wiederholt als „richtig schlechte Karren“. Bis zum Sommer 1983 wurden die Osella von Cosworth-Saugmotoren angetrieben, danach übernahm das Turiner Team zunächst die Zwölfzylinder-Saugmotoren von Alfa Romeo, die im Alfa-Werksteam entbehrlich geworden waren, nachdem dort regulär die Turbomotoren zum Einsatz kamen.
Ab 1984 erhielt Osella als Kundenteam Zugang zu den 890T-Turbomotoren. Anfänglich handelte es sich dabei um Motoren des Jahrgangs 1983 mit Avio-Ladern und mechanischer Benzineinspritzung, die Osella bis zum Herbst 1985 nahezu unverändert einsetzte. Ende 1985 erhielt Osella Mischversionen mit KKK-Turboladern und mechanischer Benzineinspritzung. Ab 1986 konnte das Team auf das analoge Kontrollsystem Jofa zurückgreifen, das bei Alfa Romeo bereits ein Jahr zuvor eingeführt worden war. Erst 1987 – zwei Jahre nach ihrem Debüt im inzwischen stillgelegten Alfa-Werksteam – waren schließlich die Motoren mit vollelektronischer Bosch-Einspritzung für Osella verfügbar.
Osella versuchte wiederholt auf aktuellere Triebwerke umzusteigen. 1986 war der Wechsel zu Einheiten von Motori Moderni geplant, 1988 wollte das Team mit Cosworth-Saugmotoren fahren. Diese Ansätze scheiterten jeweils an der mangelnden Finanzierbarkeit. Alfa Romeo gestattete Osella, auch 1988 die inzwischen veralteten 890T-Motoren einzusetzen, distanzierte sich aber insoweit von ihnen, als die Bezeichnung „Alfa Romeo“ entfallen musste. 1988 hießen die Motoren daher Osella 890T. Ihre Leistung gab das Werk mit 730 PS im Renntrimm an; damit ging sie nicht über die gut vorbereiteter Saugmotoren hinaus.
Osella erzielte mit dem 890T-Motor keine Erfolge. Lediglich in der Saison 1984 konnten die Werksfahrer Piercarlo Ghinzani und Jo Gartner jeweils zwei Weltmeisterschaftspunkte einfahren. In den folgenden Jahren kämpfte das Team regelmäßig ums Überleben.

### Minardi
Der seit Mitte der 1970er-Jahre in der Formel 2 etablierte Rennstall Minardi meldete sich ab 1985 mit einem selbst konstruierten Auto zur Formel-1-Weltmeisterschaft. Auf der Suche nach einem geeigneten Turbomotor bemühte sich Teamchef Giancarlo Minardi seit 1983 um 890T-Triebwerke. Einige Quellen berichten, dass Giancarlo Minardi erwogen habe, ab 1985 das gesamte Motorenprogramm von Alfa Romeo zu übernehmen. Angeblich habe seit Ende 1983 eine entsprechende Vereinbarung mit Alfa Romeo vorgelegen. Belegt ist, dass Minardis erstes Formel-1-Auto, das die Bezeichnung M184 trug, im Frühsommer 1984 mit dem 890T-Motor bestückt wurde. Im Juli 1984 führte Alessandro Nannini in Misano erste Testfahrten mit dem M184-Alfa durch. Im Oktober 1984 allerdings zog Alfa Romeo seine Zusage zurück. Die meisten Quellen führen dies auf eine Intervention Enzo Osellas zurück, der eine direkte Konkurrenz zu seinem finanzschwachen Team fürchtete. Minardi beauftragte daraufhin Carlo Chiti mit der Entwicklung eines eigenen Motors, der ab dem Frühjahr 1985 unter der Bezeichnung Motori Moderni verfügbar war.

## Rennergebnisse
| Saison | Team                     | Chassis          | Fahrer          | Nr. | 1   | 2   | 3   | 4   | 5   | 6   | 7   | 8   | 9   | 10   | 11  | 12  | 13  | 14  | 15  | 16   | Punkte | Rang |
| ------ | ------------------------ | ---------------- | --------------- | --- | --- | --- | --- | --- | --- | --- | --- | --- | --- | ---- | --- | --- | --- | --- | --- | ---- | ------ | ---- |
| 1983   |                          |                  |                 |     |     |     |     |     |     |     |     |     |     |      |     |     |     |     |     |      | 18     | 6    |
| 1983   | Marlboro Team Alfa Romeo | Alfa Romeo 183T  | A. de Cesaris   | 22  | EX  | DNF | 12  | DNF | DNF | DNF | DNF | DNF | 8   | 2    | DNF | DNF | DNF | 4   | 2   |      | 18     | 6    |
| 1983   | Marlboro Team Alfa Romeo | Alfa Romeo 183T  | M. Baldi        | 23  | DNF | DNF | DNF | 10  | 6   | DNF | 12  | 10  | 7   | DNF  | DNF | 5   | DNF | DNF | DNF |      | 18     | 6    |
| 1984   |                          |                  |                 |     |     |     |     |     |     |     |     |     |     |      |     |     |     |     |     |      | 11     | 8    |
| 1984   | Benetton Team Alfa Romeo | Alfa Romeo 184T  | R. Patrese      | 22  | DNF | 4   | DNF | DNF | DNF | DNF | DNF | DNF | DNF | 12   | DNF | 10  | DNF | 3   | 6   | 8    | 11     | 8    |
| 1984   | Benetton Team Alfa Romeo | Alfa Romeo 184T  | E.Cheever       | 23  | 4   | DNF | DNF | 7   | DNF | DNQ | 11  | DNF | DNF | DNF  | DNF | DNF | 13  | 9   | DNF | 17   | 11     | 8    |
| 1984   | Osella Squadra Corse     | Osella FA1F      | P.Ghinzani      | 24  | DNF | DNS | DNF | DNQ | 12  | 7   | DNF | DNF | 5   | 9    | DNF | DNF | DNF | 7   | DNF | DNF  | 2      | 12   |
| 1984   | Osella Squadra Corse     | Osella FA1F      | J. Gartner      | 30  |     |     |     |     |     |     |     |     |     | DNF  | DNF | DNF | 12  | 5   | DNF | 16   | 2      | 12   |
| 1985   |                          |                  |                 |     |     |     |     |     |     |     |     |     |     |      |     |     |     |     |     |      | 0      | -    |
| 1985   | Benetton Team Alfa Romeo | Alfa Romeo 185T  | R. Patrese      | 22  | DNF | DNF | DNF | DNF | 10  | DNF | 11  | 9   |     |      |     |     |     |     |     |      | 0      | -    |
| 1985   | Benetton Team Alfa Romeo | Alfa Romeo 185T  | E. Cheever      | 23  | DNF | DNF | DNF | DNF | 17  | 9   | 10  |     |     |      |     |     |     |     |     |      | 0      | -    |
| 1985   | Benetton Team Alfa Romeo | Alfa Romeo 184TB | R. Patrese      | 22  |     |     |     |     |     |     |     |     | DNF | DNF  | DNF | DNF | DNF | 9   | DNF | DNF  | 0      | -    |
| 1985   | Benetton Team Alfa Romeo | Alfa Romeo 184TB | E. Cheever      | 23  |     |     |     |     |     |     |     | DNF | DNF | DNF  | DNF | DNF | DNF | 11  | DNF | DNF  | 0      | -    |
| 1985   | Osella Squadra Corse     | Osella FA1F      | P.Ghinzani      | 24  | 12  | 9   |     |     |     |     |     |     |     |      |     |     |     |     |     |      | 0      | -    |
| 1985   | Osella Squadra Corse     | Osella FA1G      | P.Ghinzani      | 24  |     |     | NC  | DNQ | DNF | DNF | 15  | DNF |     |      |     |     |     |     |     |      | 0      | -    |
| 1985   | Osella Squadra Corse     | Osella FA1G      | H. Rothengatter | 24  |     |     |     |     |     |     |     |     | DNF | 9    | NC  | DNF | NC  | DNQ | DNF | 7    | 0      | -    |
| 1986   |                          |                  |                 |     |     |     |     |     |     |     |     |     |     |      |     |     |     |     |     |      | 0      | -    |
| 1986   | Osella Squadra Corse     | Osella FA1F      | C. Danner       | 22  | DNF | DNF | DNF | DNQ | DNF | DNF |     |     |     |      |     |     |     |     |     |      | 0      | -    |
| 1986   | Osella Squadra Corse     | Osella FA1F      | A. Berg         | 22  |     |     |     |     |     |     | DNF |     |     | 12   | DNF | DNF |     | 13  | 16  | NC   | 0      | -    |
| 1986   | Osella Squadra Corse     | Osella FA1F      | A.Caffi         | 22  |     |     |     |     |     |     |     |     |     |      |     |     | NC  |     |     |      | 0      | -    |
| 1986   | Osella Squadra Corse     | Osella FA1G      | P.Ghinzani      | 21  | DNF | DNF | DNF | DNQ | DNF | DNF | DNF |     | DNF | DNF  | DNF | 9   | DNF | DNF | DNF | DNF  | 0      | -    |
| 1986   | Osella Squadra Corse     | Osella FA1G      | A. Berg         | 22  |     |     |     |     |     |     |     | DNF |     |      |     |     |     |     |     |      | 0      | -    |
| 1986   | Osella Squadra Corse     | Osella FA1H      | P.Ghinzani      | 21  |     |     |     |     |     |     |     | DNF |     |      |     |     |     |     |     |      | 0      | -    |
| 1986   | Osella Squadra Corse     | Osella FA1H      | A. Berg         | 22  |     |     |     |     |     |     |     |     | DNF |      |     |     |     |     |     |      | 0      | -    |
| 1987   | Osella Squadra Corse     |                  |                 |     |     |     |     |     |     |     |     |     |     |      |     |     |     |     |     |      | 0      | -    |
| 1987   | Osella Squadra Corse     | Osella FA1G      | G. Tarquini     | 22  |     | DNF |     |     |     |     |     |     |     |      |     |     |     |     |     |      | 0      | -    |
| 1987   | Osella Squadra Corse     | Osella FA1G      | F. Forini       | 22  |     |     |     |     |     |     |     |     |     |      | DNF | DNF | DNQ |     |     |      | 0      | -    |
| 1987   | Osella Squadra Corse     | Osella FA1I      | A. Caffi        | 21  | DNF | 12  | DNF | DNF | DNF | DNF | DNF | DNF | DNF | DNF  | DNF | DNF | DNQ | DNF | DNF | DNQ  | 0      | -    |
| 1988   |                          |                  |                 |     |     |     |     |     |     |     |     |     |     |      |     |     |     |     |     |      | 0      | -    |
| 1988   | Osella Squadra Corse     | Osella FA1I      | N. Larini       | 21  | DNQ |     |     |     |     |     |     |     |     |      |     |     |     |     |     |      | 0      | -    |
| 1988   | Osella Squadra Corse     | Osella FA1L      | N. Larini       | 21  |     | EX  | 9   | DNQ | DNQ | DNF | DNF | 19  | DNF | DNPQ | DNF | DNF | 12  | DNF | DNF | DNPQ | 0      | -    |

| Legende  | Legende            | Legende                                                          |
| Farbe    | Abkürzung          | Bedeutung                                                        |
| -------- | ------------------ | ---------------------------------------------------------------- |
| Gold     | –                  | Sieg                                                             |
| Silber   | –                  | 2. Platz                                                         |
| Bronze   | –                  | 3. Platz                                                         |
| Grün     | –                  | Platzierung in den Punkten                                       |
| Blau     | –                  | Klassifiziert außerhalb der Punkteränge                          |
| Violett  | DNF                | Rennen nicht beendet (did not finish)                            |
| Violett  | NC                 | nicht klassifiziert (not classified)                             |
| Rot      | DNQ                | nicht qualifiziert (did not qualify)                             |
| Rot      | DNPQ               | in Vorqualifikation gescheitert (did not pre-qualify)            |
| Schwarz  | DSQ                | disqualifiziert (disqualified)                                   |
| Weiß     | DNS                | nicht am Start (did not start)                                   |
| Weiß     | WD                 | zurückgezogen (withdrawn)                                        |
| Hellblau | PO                 | nur am Training teilgenommen (practiced only)                    |
| Hellblau | TD                 | Freitags-Testfahrer (test driver)                                |
| ohne     | DNP                | nicht am Training teilgenommen (did not practice)                |
| ohne     | INJ                | verletzt oder krank (injured)                                    |
| ohne     | EX                 | ausgeschlossen (excluded)                                        |
| ohne     | DNA                | nicht erschienen (did not arrive)                                |
| ohne     | C                  | Rennen abgesagt (cancelled)                                      |
| ohne     | keine WM-Teilnahme |                                                                  |
| sonstige | P/fett             | Pole-Position                                                    |
| sonstige | 1/2/3/4/5/6/7/8    | Punktplatzierung im Sprint-/Qualifikationsrennen                 |
| sonstige | SR/kursiv          | Schnellste Rennrunde                                             |
| sonstige | *                  | nicht im Ziel, aufgrund der zurückgelegten Distanz aber gewertet |
| sonstige | ()                 | Streichresultate                                                 |
| sonstige | unterstrichen      | Führender in der Gesamtwertung                                   |